# 니트로소푸밀루스 마르티무스
니트로소푸밀루스 마르티무스(Nitrosopumilus martimus)는 2005년 수족관에서 분리된 타움고균의 일종이다. 타움고균 중에서 가장 먼저 배양에 성공했다. 2007년 게놈 해독이 완료되었다. 게놈 크기는 164만 5,259 염기쌍,  오픈 리딩 프레임(open reading frame, ORF)은 1,795개이다. 2017년 기재되었다.